# Herbert Müller-Guttenbrunn
Herbert Müller-Guttenbrunn (* 5. Juni 1887 in Wien; † 10. April 1945 in Klosterneuburg) war ein österreichischer Publizist, Schriftsteller und Satiriker.
Er wurde besonders als Herausgeber der Zeitschrift Das Nebelhorn bekannt.

## Leben
Müller-Guttenbrunn wurde in Wien als Sohn des deutschnationalen Schriftstellers und Theaterdirektoren Adam Müller-Guttenbrunn, der Hauptmannstochter Adele Müller-Guttenbrunn und Bruder des Schriftstellers Roderich Müller-Guttenbrunn geboren.
Nach drei Jahren wurde er 1896 in die vierte Klasse der öffentlichen Volksschule der Gemeinde Wien in der Gemeindegasse (Canisiusgasse) eingeschrieben. Nach katastrophalen Noten wechselte er 1902 an das Gymnasium Studentenkonvikt Freistadt in Oberösterreich, wo er die fünfte Klasse wiederholte. Durch akzeptable Noten überzeugte Müller-Guttenbrunn seinen Vater im Jahr 1904 zum erneuten Besuch der Schule in Wien, wo er abermals schlechte Noten erhielt. 1906 begann Müller-Guttenbrunn mit einem Jura-Studium an der Universität Wien. Seine schriftstellerische Tätigkeit begann im gleichen Jahr unter dem Pseudonym „Herbert Luckhaup“. Während des Abiturientenkurses an der Wiener Handelsakademie im Jahr 1908 veröffentlichte er erste Novellen und Essays.
Nach seiner Ausbildung zum Juristen begann er 1911 als Freiwilliger mit dem einjährigen Militärdienst. 1912 begann er das abschließende Gerichtsjahr am Landesgericht für Strafsachen in Wien und wurde danach Schriftführer beim Handelsgericht. Im Sommer 1913 beendete er sein Gerichtsjahr als Schriftführer beim Bezirksgericht Klosterneuburg. Nach Dienstantritt beim magistratischen Bezirksamt Wien II., Leopoldstadt, wurde er am 28. August 1914 an die russische Front nach Galizien beordert, wo er bis 1918 im Kriegsdienst stand. Während eines Heimaturlaubes im Winter 1915 verlobte er sich mit Aenne Fritsche in Leipzig, die er 1916 heiratete. 1917 wurde ihr gemeinsamer Sohn Erhard Adam geboren.
Nach dem Umzug ins oberösterreichische Aschach 1918 kam ein Jahr später die Tochter Eva zu Welt. Müller-Guttenbrunn lebte ab 1920 aus ethischen Gründen als Vegetarier: „Man kann nur für ihn [den Vegetarismus] sein, oder man muss zugeben, ein Schwächling zu sein, der das, was er für recht hält, nicht durchführen kann.“
Müller-Guttenbrunns größter Erfolg als Dramatiker war 1914 die Komödie Die Frauen von Utopia. Von 1927 bis 1934 gab er die Zeitschrift Das Nebelhorn heraus, die sich an der Fackel orientierte und auch deren Herausgeber Karl Kraus gewidmet war, in Bezug auf ihre Verbreitung jedoch weit hinter dem Vorbild zurückblieb. 1934 folgten noch vier Nummern des satirischen Panopticums der Maschinenzeit.
Der Verlag „Das Nebelhorn“ saß 1927 in Graz, Volksgartenstrasse 12 und April 1929 in Jakominigasse 38, zugleich jeweils die Adressen der Druckereien. Die gleichnamige Zeitschrift erschien fast regelmäßig „am 1. und 15. jedes Monats“ mit 16 bis 28 Seiten, geheftet im Format 12 × 17 bis 19 cm im Buchdruck, mitunter mit Holzschnitten, am 1. April 1929 von Johannes Wohlfahrt. Am 15. Juni 1928 erschien Nr. 36 Alf Festschrift zur Achthundertjahrfeier der Stadt Graz mit roter Schmuckfarbe am Titelblatt um 40 Groschen. Der Heftpreis betrug anfangs 60 Groschen (im Abonnement 50), April 1929 nur mehr 45. Die Doppelnummern 147-148 und 149-150 aus etwa 1934 hatten das Heftformat 17 × 20 cm, kosteten je 90 Groschen und entstanden auf der eigenen Druckmaschine in Klosterneuburg, Leopoldsgraben 4. Das Titelblatt wies mindestens 13 mm hohe Schriftzeilen auf, deren Buchstaben ausschließlich aus maschinschriftlichen "m"s aufgebaut waren. Das „M“ seines Namens ist wie ein „m“ geformt, 13 mm hoch und 14 mm breit und enthielt 17 sehr dicht aneinanderliegende „m“-Anschläge in einem 5 × 5 Pixel großen Feld. Die Verwendung von Wachsmatrizen ist naheliegend.
Müller-Guttenbrunn vertrat kontroverse individualistische, anarchistische, pazifistische und vegetaristische Ideen, die er auch als Selbstversorger mit seiner biologischen und viehlosen Landwirtschaft umzusetzen versuchte. Bekannt wurden seine Experimente mit der asiatischen Ackerbeetkultur. Er wurde mehrmals wegen seiner Pamphlete gegen Staat und Kirche verurteilt und verbüßte deshalb auch eine mehrmonatige Haftstrafe. In der NS-Zeit hingegen hatte er als Angehöriger der bekannten deutschnationalen Schriftsteller Adam und Roderich Müller-Guttenbrunn mit verhältnismäßig wenigen Repressionen zu kämpfen.
1945 wurde Herbert Müller-Guttenbrunn irrtümlich von einem russischen Soldaten vor seinem Haus in Klosterneuburg erschossen.

## Werke (Auswahl)
- Die Frauen von Utopia, eine Komödie, Gerlach und Wiedling, Wien 1914, OCLC 718875903, S. 158–220
- Der Streik der Presse, Komödie in 3 Akten, „Nebelhorn“, Wien 1931, OCLC 72290739
- Die Liebesschule, Eine Komödie in drei Akten mit tödlichem Ausgang, „Nebelhorn“, Wien 1931, OCLC 914895129
- Panoptikum der Maschinenzeit, Band 1, Selbstverlag, Klosterneuburg bei Wien 1933, OCLC 73024105
- Mystik der Sprache (aus der Schriftenfolge „Zeit aus den Fugen“, OCLC 1340409087), Selbstverlag, Klosterneuburg bei Wien 1934, OCLC 718998977
- Der Weg zur inneren Freiheit. Eine Schule des Willens, Saturn-Verlag, Wien 1936, OCLC 72290742
- Mensch und Erde. Der Weg zur äußeren Freiheit, Saturn-Verlag, Wien 1937, OCLC 36218541
- Aus der Hinterdreinsicht. Ein Rückblick auf mein Leben, Autobiographie bis 1915, ungedruckt, 1944
- Alphabet des anarchistischen Amateurs, herausgegeben von Beatrix Müller-Kampel, Matthes & Seitz, Berlin 2007, ISBN 978-3-88221-886-2

## Ausstellung
Vom 21. September bis 21. Dezember 2019 (verlängert bis 31. Jänner 2020) fand im Kunstverein < rotor >, Graz, im Rahmen des Steirischen Herbstes die Ausstellung "Alphabet des anarchistischen Amateurs" statt. Publikationen von Müller-Guttenbrunn, Alex.(ander) Stern, Grafiken von Johannes Wohlfahrt, sowie fast 100 Arbeiten von über 50 Künstlern der Gegenwart wurden gezeigt.